# Anopheles argyritarsis
Anopheles argyritarsis är en tvåvingeart som beskrevs av Robineau-desvoidy 1827. Anopheles argyritarsis ingår i släktet Anopheles och familjen stickmyggor. Inga underarter finns listade i Catalogue of Life.